# 5356 Neagari
5356 Neagari este un asteroid din centura principală de asteroizi.

## Descriere
5356 Neagari este un asteroid din centura principală de asteroizi. A fost descoperit pe 21 martie 1991 la Kitami de Kin Endate și Kazuro Watanabe. Asteroidul prezintă o orbită caracterizată de o semiaxă mare de 2,61 ua, o excentricitate de 0,16 și o înclinație de 14,3° în raport cu ecliptica.